# 立方メートル
立方メートル（りっぽうメートル、cubic metre）は、計量法、国際単位系（SI）における一貫性のある体積の単位である。1 立方メートルは、 辺の長さが 1 メートル（m）の立方体の体積である。

## 名称
国際的な英語表記は「cubic metre」である。meterとはしない。
日本ではメートルを「米」と書くことから、立方米とも書く。平米（m2、へいべい、へーべー）と同じように、立米（m3、りゅうべい、りゅーべー）あるいはリューベと表記されることもあり、ガスボンベの容積やそこに充填する気体の体積をはじめ、土木・建築・水道・機械の分野などで使用される。貿易・物流用語ではCBM、m3とも記載される。
かつては同じ量のステール（フランス語: stère）を使うこともあった。
日本の計量法では、立方米、立米、りゅうべい、りゅーべー、りゅーべ・リューベ、ステールは、いずれも取引や証明には使用することはできない。

## 単位記号
立方メートルの単位記号は、「m3」である。大文字による「M3」を用いることはできない（大文字のMはSI接頭語のメガである）。上付き文字の 3 が使えない場合には、「m3」と書かれることがあり,  JIS X0124に規定されている。

## 換算
1 立方メートルは、以下と等しい。
- 1000000 cm3 = 1000000000 mm3
- 1 kL = 1000 L
- 1/1.000028 キロ旧リットル = 1/0.001000028 旧リットル ≒ 999.972 旧リットル : 1964年までの旧定義。
- 1 ステール（st）
- 1/0.028316846592 立方フィート（ft3） ≒ 35.3 ft3
- 1/0.764554857984 立方ヤード（yd3） ≒ 1.31 yd3
- 1/0.158987294928 バレル（bbl） ≒ 6.29 バレル
- 35937000/64827 升 ≒ 1/0.001804 升 ≒ 554.35 升

## 分量・倍量単位
立方メートルの倍数単位の接頭辞は、「立方メートル」全体ではなく「メートル」に対してつけられるものである。例えば cm3 の演算優先順位は c(m3) ではなく (cm)3 であり、1 辺が 1 cm の立方体の体積、すなわち m3 の 10−6 倍（100万分の1）である。
立方デシメートル（dm3）
1辺が1 dmの立方体の体積。dm3 自体はほとんど使われないが、1 dm3 は1 Lに等しい。
立方センチメートル（cm3）
1辺が1 cmの立方体の体積。1 cm3 は1 mLに等しい。CGS単位系では体積の基本となる単位である。英語の「cubic centimetre」の頭文字から「cc」や「ccm」と略されることがある。
立方ミリメートル（mm3）
1辺が1 mmの立方体の体積。1 mm3 = 1/1000 cm3 = 1/1000000000 m3 である。
立方キロメートル（km3）
1辺が1 kmの立方体の体積。1 km3 = 109 m3である。
- 日本の原油輸入量（2019年）は、約 0.17 km3 である。

立方メガメートル（Mm3）
1辺が1 Mmの立方体の体積。1 Mm3 = 1018 m3である。
- 太平洋の海水の体積は約 1 Mm3 である。
- 地球上の海水の体積は約 1.37 Mm3 である。
- 地球の体積は約 1083.2 Mm3 である。

Mm3 以上の単位は、あまり使われていない。

## 水の単位体積当たり質量との関係
メートル条約が1875年に成立したときには、1000 cm3の水の質量を、1 kgと定義していた。したがって、体積 1 m3 の水の質量は正確に 1000 kgであった。しかし1889年、キログラムがキログラム原器で再定義されたため、わずかに値が変わった。
現在では、体積 1 m3 の水の質量は、3.984 °C、標準大気圧下で 999.97495 kg である（水の性質#密度）。つまり、1000 kg (= 1 t)に、25.05 g だけ足りない。

## メートル法の非SI単位

### リットル
リットルは、非SI単位であることに注意。ただし、SI併用単位となっている。
1964年以降、1000 L と 1 m3 は等しいが、かつては異なっていた。
1889年にキログラムの定義が変更され、温度3.984 °C、標準大気圧での水の密度は 0.999972 g/cm3 になった。しかし1901年、リットルはキログラムと水を使って定義されたため、1000 L = 1/0.999972 m3 ≒ 1.000028 m3 になった。1950年にはキログラムと水による定義は廃止されたが値はほぼ保たれ、正確に 1000 L = 1.000028 m3 となった。このずれは1964年の第12回国際度量衡総会（CGPM）でリットルが 1 dm3 と再定義されるまで続いた。

### ステール
かつて薪の計量用に、1立方メートルに等しいステールが使われた。1793年にフランスで制定されたメートル法で初めて導入された。それまで、薪の計量にはコルド（フランス語: corde）、あるいはそれに相当する各国の単位が使われており、その置き換えとして作られたものである。フランスでは1コルド = 112立方ピエ（pied、フランスフィート）≒ 3.839 m3（st）だった。
ステールの記号は当初は「s」であったが、1948年のCGPMで定められた秒の記号「s」と衝突するので、そのときに「st」に変更された。
1978年、国際度量衡委員会（CIPM）は、体積の単位には立方メートルを使うこととし、ステールを非推奨の単位とした（これに対しリットルはSI併用単位となった）。アメリカ合衆国では1982年にステールの使用が禁止された。現在でもフランスでは使うことがある。日本の計量法では、非法定計量単位であり、取引・証明における使用が禁止されている。

### ガスの容積
ガスの工学的な物理量として標準状態における体積を表すため、頭に N を付加し、 Nm3 と表記する慣例がある。基準の温度を0 °C（273.15 K）、標準圧力を 101 325 Pa とした（NTP）場合における体積である。

## 符号位置
| 記号 | Unicode | JIS X 0213 | 文字参照          | 名称               |
| ---- | ------- | ---------- | ----------------- | ------------------ |
| ㎣   | U+33A3  | -          | &#x33A3; &#13219; | 立方ミリメートル   |
| ㎤   | U+33A4  | -          | &#x33A4; &#13220; | 立方センチメートル |
| ㍹   | U+3379  | -          | &#x3379; &#13177; | 立方デシメートル   |
| ㎥   | U+33A5  | -          | &#x33A5; &#13221; | 立方メートル       |
| ㎦   | U+33A6  | -          | &#x33A6; &#13222; | 立方キロメートル   |

Unicodeには、立方メートルとその分量・倍量単位を表す上記の文字が収録されている。これらはCJK互換用文字であり、既存の文字コードに対する後方互換性のために収録されているものであるので、使用は推奨されない。